# 西尔维娅·艾希纳
西尔维娅·艾希纳（德語：Sylvia Eichner，1957年6月6日—），德国女子游泳运动员。她曾代表东德参加1972年夏季奥林匹克运动会游泳比赛女子100米自由泳和女子4×100自由泳接力两个项目。